# Encarnació Miquel i Girbau
Encarnació Miquel i Girbau (Barcelona, 1907 - 1978) va ser una escriptora, periodista i propagandista catalana. Es va formar com a secretària administrativa i va treballar a l'apartat de cultura de La Rambla fins que el 1932 va aconseguir una plaça d'escriventa a l'Ajuntament de Barcelona, feina que va compaginar amb la tasca de traductora. El 1936 es va adherir a l'Agrupació d'Escriptors Catalans que s'havia acabat de crear. Va iniciar la seva militància política a Acció Catalana d'on va passar a Esquerra Republicana de Catalunya partit en el qual va destacar en la seva faceta propagandista amb articles a La Humanitat i a Companya.